# 普蘭泰申 (佛羅里達州薩拉索塔縣)
普蘭泰申（英語：Plantation）是位於美國佛羅里達州薩拉索塔縣的一個人口普查指定地區。

## 地理
普蘭泰申的座標為27°03′49″N 82°22′13″W / 27.06361°N 82.37028°W，而該地最高點為海拔高度3米（即10英尺）。

## 人口
根據2010年美國人口普查的數據，普蘭泰申的面積為6.50平方千米，當中陸地面積為5.70平方千米，而水域面積為0.80平方千米。當地共有人口4919人，而人口密度為每平方千米756人。